# Moço de câmara
Moço de câmara, também camareiro, camarista, ou camareiro-mor (em inglês:  chamberlain, em francês:  chambellan, em alemão:  Kammerherr), era um funcionário da corte que serve um rei, rainha ou pessoa nobre, em seus aposentos, e cuida da manutenção destes.
Originalmente, na Idade Média, o moço de câmara era o encarregado de zelar pela câmara, ou seja, pelo quarto do seu senhor. Mais tarde passou a ser um título nobiliárquico concedido pelo rei a alguém que queria distinguir. Este foro da Casa Real portuguesa estava abaixo, quer da nobreza titular, quer da nobreza principal e distinta. [carece de fontes?]
Nos tempos atuais, camareiro é o trabalhador que, em hotéis, hospedarias, navios, trens etc., arruma os aposentos (quartos, apartamentos, camarotes, cabines) dos hóspedes.